# Neumoegenia coronides
Neumoegenia coronides är en fjärilsart som beskrevs av Druce 1889. Neumoegenia coronides ingår i släktet Neumoegenia och familjen nattflyn. Inga underarter finns listade i Catalogue of Life.